# San Lazzaro alla Marmorata
San Lazzaro alla Marmorata era uma igreja de Roma que ficava na  Via Marmorata, perto do Arco di San Lazzaro, que era parte de um antigo armazém romano e foi batizado em homenagem a ela, na fronteira dos riones Ripa e Testaccio. Era dedicada a São Lázaro, irmão de Santa Marta, e a São Lázaro, o Leproso.

## História

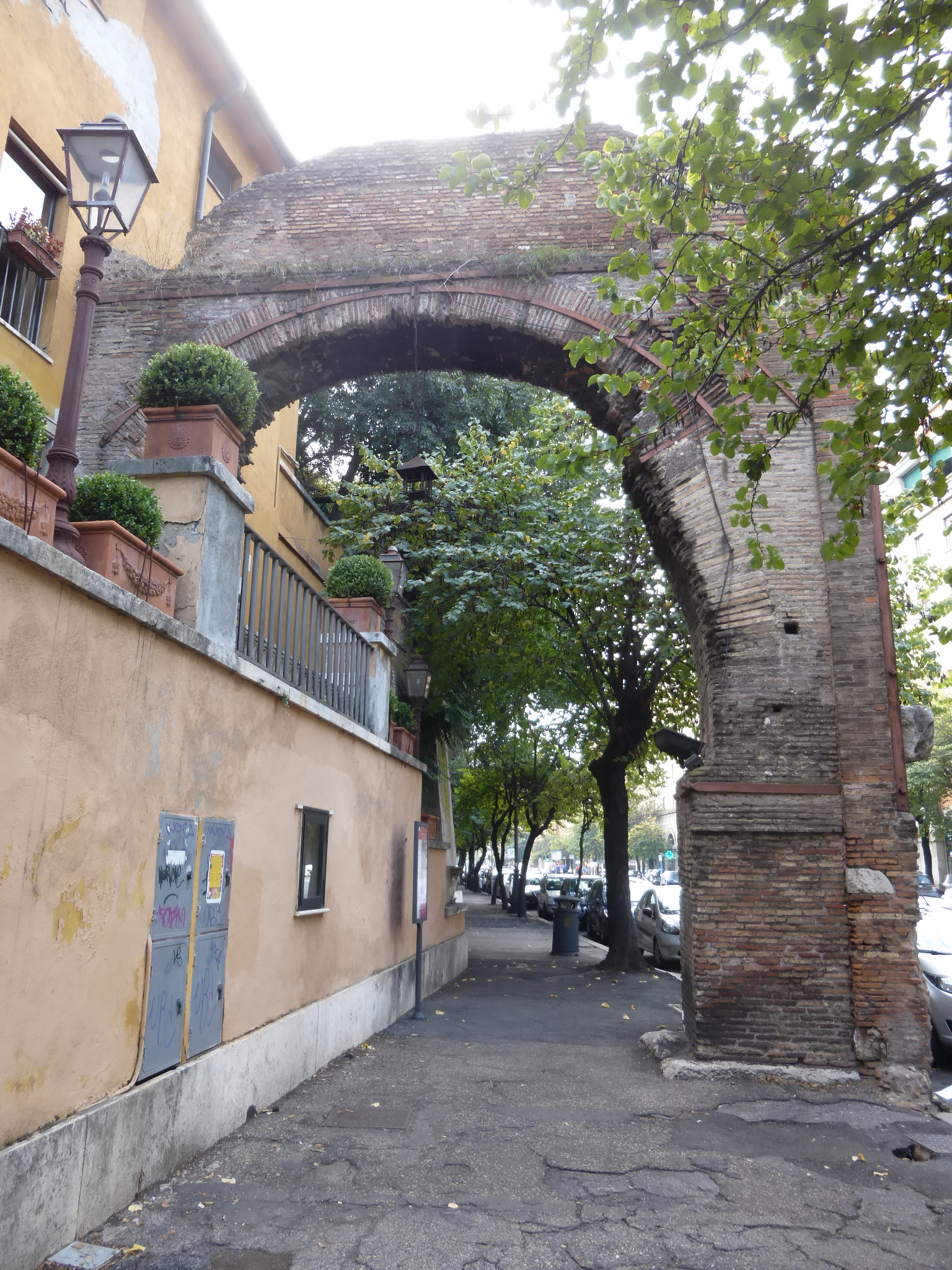
Arco di San Lazzaro atualmente. A antiga igreja ficava onde está o edifício moderno à esquerda depois do arco.

No final da Antiguidade, Marmorata era o nome de um distrito de Roma que começava em Santa Maria in Cosmedin e ocupava a estreita faixa de terra entre o monte Aventino e o rio Tibre e também a estrada que circundava o lado oeste do monte até a Porta San Paolo (a moderna Via Marmorata). O que hoje corresponde à parte norte do rione Testaccio era conhecido como "Orreu", um termo derivado do latim "horrea", que designava os grandes celeiros que costumavam ficar no local.
Na Idade Média, estas duas áreas eram populadas e tinham várias igrejas (pelo menos 13), mas apenas San Lazzaro alla Marmorata e Sant'Anna a Ripa sobreviveram até os tempos modernos (nenhuma delas existe hoje). Todas as demais já haviam sido demolidas no século XVI conforme a população diminuia e o caráter da região foi se tornando cada vez mais rural. Antes de 1870, a Via Marmorata era uma pequena estrada de terra que corria através de um vilarejo de casas espalhadas até uma vila maior perto da Porta San Paolo.
A partir dos catálogos de igrejas medievais, como Catalogo di Cencio Camerario, compilado por Cencio Savelli em 1192, e o Catalogo di Torino (c. 1320), é possível obter uma lista completa destas igrejas, mas é impossível determinar exatamente onde elas ficavam.

### Leprosário
Esta igreja era a capela de um leprosário, como indicado na dedicação, e foi fundada no século XII. A igreja propriamente dita era do século XV. Quando a área perdeu muito de sua população e as demais igrejas foram demolidas, esta capela restou para atender os residentes restantes e era servida a partir de Santa Maria in Cosmedin, que foi a igreja paroquial de todo o Aventino, Marmorata e Testaccio até os tempos modernos.
Originalmente, a Via Marmorata corria por debaixo do Arco di San Lazzaro, mas o traçado foi alterado para passar pelo lado oeste dele no final do século XIX, quando os antigos edifícios ligados a ele foram demolidos, incluindo a igreja. O arco propriamente dito foi mantido por ser uma antiguidade romana.

## Descrição
A igreja ficava do lado leste da antiga via. No canto esquerdo da fachada estava encostado o canto sul do pilar leste do arco.
Ela era um edifício retangular simples e sem abside. A fachada tinha uma única entrada com uma porta de pedra sobra a qual estava uma pequena janela quase encostada no lintel. Sobre ela ficava um lápide recuada. Uma cornija corria por sob o beiral do teto para criar um frontão triangular.
Sobre o corpo da nave estava um segundo piso grosseiramente construído, provavelmente para acomodar um padre, com um teto de uma água só inclinado da esquerda para a direta. A parede da esquerda deste andar era conjunta com um edifício vizinho de dois andares do outro lado do arco e cujo acesso aparentemnte se dava através dele.